# Hamza ibn Abdul-Muttalib
Hamza ibn ‘Abd ul-Muttalib (árabe: حمزة بن عبد المطلب) (La Meca, c. 568–Monte Uhud, 22 de marzo de 625 d. C.) o simplemente Hamza. Fue el tío paterno, primo segundo materno y sahaba del profeta Mahoma, conocido también como «el león de Dios». Mahoma le dio el título de «Sayyid ush-Shuhda» (maestro de los mártires).

## Familia
El padre de Hamza era Abd ul-Muttálib Ibn Háshim Ibn Abd Manaf Ibn Qusayy de la tribu Quraysh de La Meca. Su madre era Hala bint Uhayb del clan Zuhra de Quraysh. Sus padres se conocieron cuando Abd ul-Muttalib fue con su hijo Abdullah a la casa de Wahb ibn Abd Manaf a pedir la mano de la hija de Wahb, Amina. Mientras estaban allí, Abd ul-Muttalib conoció a la sobrina de Wahb, Hala bint Uhayb, y él pidió su mano también. Hamza era el hermano menor del padre de Mahoma. 
Tradicionalmente se alegaba que Hamza era cuatro años mayor que Mahoma.

## Islam
En el año 613, Hamza no prestó mucha atención al Islam, hasta finales del año 615 y comienzos del año 616, cuando decidió practicar la religión, siendo uno de los primeros seguidores.
Al regresar a La Meca después de un viaje de caza en el desierto, escuchó que Amr ibn Hishām (referido en las escrituras islámicas como «Abu Jahl» [Padre de la Ignorancia]) había insultado a Mahoma: «hablando con rencor de su religión y tratando de desacreditarlo». Mahoma no le respondió. Lleno de ira, Hamza salió corriendo con la intención de castigar a ibn Hishām cuando lo encontró. Fue a la Kaaba, donde Ibn Hishām estaba sentado con unos ancianos, se paró frente a él y le asestó un violento golpe con su arco. Acto seguido, Hamza le dijo: «¿Lo insultarás, cuando soy de su religión y digo lo que él dice? ¡Devuélveme el golpe si puedes!». El golpe le abrió la cabeza a Ibn Hishām. Algunos de los familiares de ibn Hishām se acercaron para ayudarlo, pero él les dijo: «Dejen en paz a Abu Umara (Hamza), porque, por Dios, insulté fuertemente a su sobrino». Después de ese incidente, Hamza aceptó el Islam.
Hamza le pidió a Mahoma que le mostrara al ángel Gabriel en su verdadera forma. Mahoma le dijo a Hamza que no podría verlo. Hamza respondió que sí vería al ángel, por lo que Mahoma le dijo que se sentara donde estaba. Afirmaron que Gabriel descendió ante ellos y que Hamza vio que los pies del ángel eran como esmeraldas, antes de caer inconscientes.

## Expediciones militares

### Primera expedición
Mahoma envió a Hamza a su primera incursión contra los Coraichitas. Hamza dirigió una expedición de treinta jinetes a la costa en territorio Juhayna, para interceptar una caravana mercante que regresaba de Siria. Hamza se encontró con Abu Hishām a la cabeza de la caravana con trescientos jinetes en la orilla del mar. Majdi ibn Amr al-Juhani intervino entre ellos, «porque estaba en paz con ambas partes», y las dos partes se separaron sin ninguna lucha. 

### Batalla de Badr
Hamza luchó en la Batalla de Badr, matando a Utba ibn Rabi'a en un combate uno contra uno, quien era uno de los líderes de los Coraichitas. También ayudó a Alí a matar al hermano de Utba, Shayba. Actualmente se discute si fue Hamza o Ali quien mató a Tuwayma ibn Adiy.
Más tarde, Hamza llevó la bandera de batalla de Mahoma en la expedición contra los Banu Qaynuqa.

## Muerte

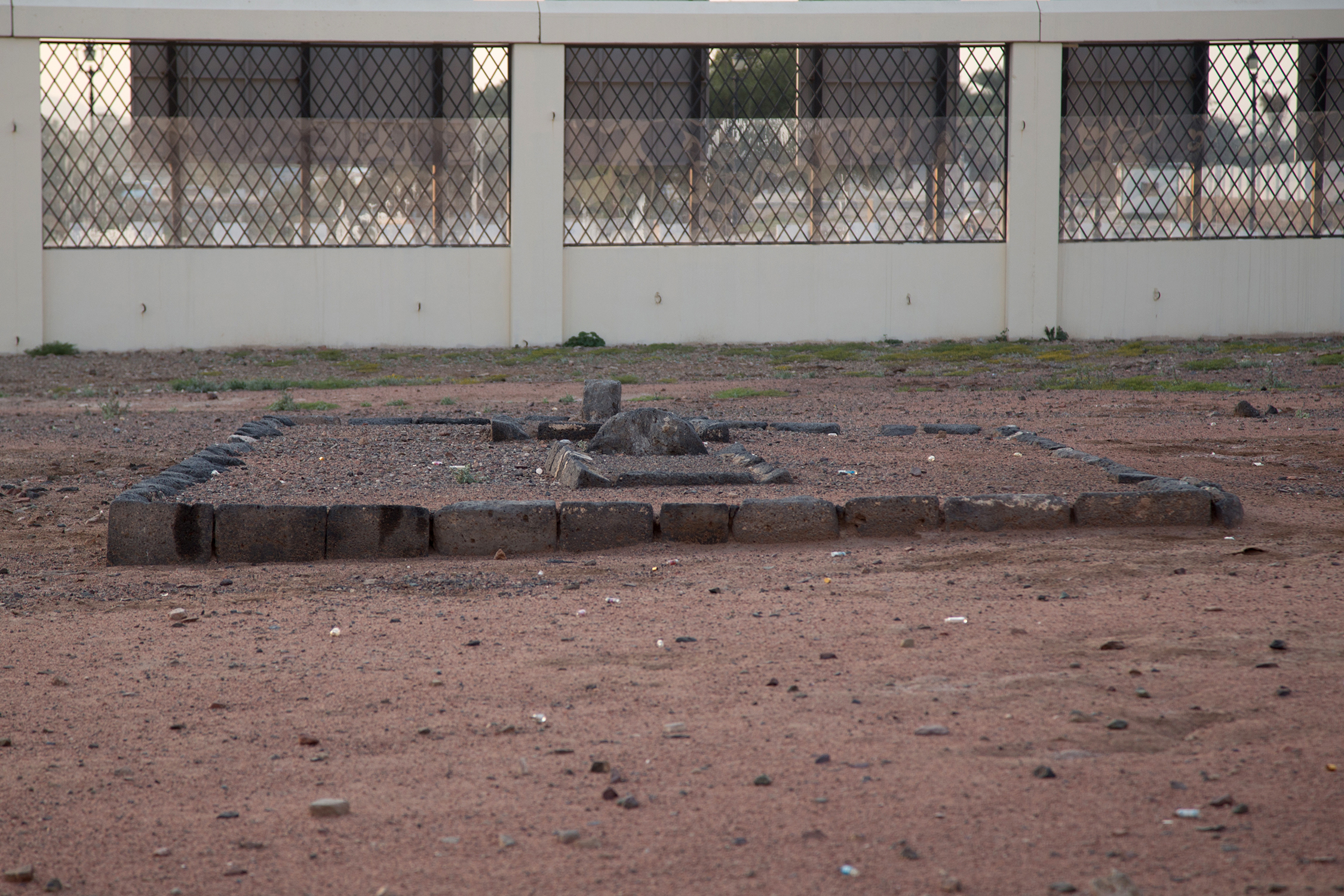
Tumba de Hamza cerca del Monte Uhud, Arabia Saudita.

Hamza cayó muerto el 22 de marzo del año 625 en la batalla de Uhud, a los 57 o 58 años de edad. Estuvo en batalla junto a Mahoma con una espada en cada mano. Justo antes de ser asesinado, gritó: «soy el león de Dios».
Hind bint Utbah prometió la manumisión al esclavo abisinio Wahshi ibn Harb si mataba a Hamza. Esto fue en venganza por la muerte de su padre, Utba ibn Rabi'a, a quien Hamza había matado en la batalla de Badr. Hamza, mientras corría de un lado a otro, tropezó y cayó de espaldas; y Wahshi le lanzó una jabalina a Hamza en el abdomen, matándolo.

## Legado
Sus hazañas se detallan en Hamzanama, una epopeya de aventuras escrita en persa.
En 1976, el actor Anthony Quinn interpretó a Hamza en la película El mensaje.